# Решко, Арон Григорьевич
Арон Григорьевич (Гершевич) Решко (8 ноября 1927, Ленинград — ноябрь 1984, там же) — советский шахматист; мастер спорта СССР (1957). По профессии — инженер-механик.

## Биография
Впервые обратил на себя внимание, когда в 1943 и 1944 годах принял участие в чемпионатах блокадного Ленинграда. Участник чемпионата города 1944 года. Н. В. Сажаев в письме В. Г. Заку вспоминал, что Решко «долго не допускали к игре… Уж очень он был худ. Возникло сомнение: выдержит ли? Но потом всё же допустили».
Впоследствии участвовал во многих чемпионатах Ленинграда (лучшие результаты: в 1957 году — 4 место, 1960 год — 4—7 места).
В юношеском чемпионате СССР 1945 года разделил 1—3-е места с Т. В. Петросяном и Ю. А. Васильчуком.
Серебряный призёр чемпионата ЦС ДСО «Труд» 1960 года.
Неоднократно участвовал в полуфиналах чемпионатов СССР. Наиболее ярко выступил в полуфинале 25-го чемпионата СССР (1957 год): разделил 8—10 места и нанёс единственное поражение победителю турнира Т. В. Петросяну.
В составе сборной Ленинграда участвовал в командных матчах со сборными Москвы и Будапешта. В составе сборной ДСО «Труд» участвовал в командных чемпионатах СССР 1966/1967 и 1971 годов.
Выступал в заочных соревнованиях. В составе сборной Ленинграда стал победителем (1975—1978), трижды серебряным и бронзовым призером командных чемпионатов СССР.

## Спортивные результаты
| Год                       | Город                                                        | Соревнование                                                         | + | − | =  | Результат | Место                             |
| ------------------------- | ------------------------------------------------------------ | -------------------------------------------------------------------- | - | - | -- | --------- | --------------------------------- |
| 1943                      | Ленинград                                                    | Чемпионат Ленинграда                                                 |   |   |    | 4½ из 9   | 7—8                               |
| 1944                      | Ленинград                                                    | Чемпионат Ленинграда                                                 |   |   |    |           | [ 4 ]                             |
| 1945                      | Ленинград                                                    | Юношеский чемпионат СССР                                             |   |   |    |           | 1—3                               |
| 1951                      | Тула                                                         | Командное первенство ВЦСПС                                           |   |   |    |           |                                   |
| 1953                      | Ростов-на-Дону                                               | Полуфинал 21-го чемпионата СССР                                      |   |   |    |           |                                   |
| 1957                      | Ленинград                                                    | Чемпионат Ленинграда                                                 |   |   |    |           | 4                                 |
|                           | Киев                                                         | Полуфинал 25-го чемпионата СССР                                      | 5 | 4 | 10 | 10 из 19  | 8—10                              |
| 1959                      | Ленинград                                                    | Чемпионат Ленинграда                                                 |   |   |    |           | [ 7 ]                             |
| 1960                      | Москва                                                       | Матч Москва — Ленинград (против А. И. Хасина)                        | 1 | 1 | 0  | 1 из 2    |                                   |
|                           | Будапешт                                                     | Матч Будапешт — Ленинград (против Д. Клюгера)                        |   |   |    | 3 из 4    |                                   |
|                           | Ленинград                                                    | Чемпионат Ленинграда                                                 |   |   |    |           | 4—7                               |
|                           | Кисловодск                                                   | Чемпионат ДСО «Труд»                                                 |   |   |    |           | 2                                 |
| 1961                      | Ленинград                                                    | Матч Ленинград — Будапешт (против К. Хонфи)                          | 1 | 1 | 2  | 2 из 4    |                                   |
|                           | Светлогорск                                                  | Тренировочный турнир ЦС ДСО «Труд»                                   |   |   |    |           |                                   |
| 1963                      | Ленинград                                                    | Чемпионат Ленинграда                                                 |   |   |    |           | [ 9 ]                             |
| 1964                      | Баку                                                         | Полуфинал командного чемпионата СССР (сборная ДСО «Труд», ?-я доска) |   |   |    |           |                                   |
| 1966                      | Москва                                                       | Командный чемпионат СССР (сборная ДСО «Труд», ?-я доска)             |   |   |    |           |                                   |
| 1967                      | Ленинград                                                    | Чемпионат Ленинграда                                                 |   |   |    |           | [ 10 ]                            |
|                           | Ленинград                                                    | Спартакиада Ленинграда                                               |   |   |    |           |                                   |
| 1968                      | Ереван                                                       | 2-я лига командного чемпионата СССР (сборная ДСО «Труд», ?-я доска)  |   |   |    |           |                                   |
| 1969                      | Ленинград                                                    | Чемпионат Ленинграда                                                 |   |   |    |           | [ 11 ]                            |
| 1971                      | Ростов-на-Дону                                               | Командный чемпионат СССР (сборная ДСО «Труд», ?-я доска)             |   |   |    |           |                                   |
|                           | Новосибирск                                                  | Полуфинал 39-го чемпионата СССР                                      |   |   |    |           |                                   |
| 1972                      | Ленинград                                                    | Чемпионат Ленинграда                                                 |   |   |    |           | [ 12 ]                            |
| 1973                      | Ленинград                                                    | Чемпионат Ленинграда                                                 |   |   |    |           | [ 13 ]                            |
| 1976                      | Ленинград                                                    | Чемпионат Ленинграда                                                 |   |   |    |           | [ 14 ]                            |
| 1977                      | Ленинград                                                    | Чемпионат Ленинграда                                                 |   |   |    |           | [ 11 ]                            |
| 1978                      | Ленинград                                                    | Чемпионат Ленинграда                                                 |   |   |    |           | [ 15 ]                            |
| СОРЕВНОВАНИЯ ПО ПЕРЕПИСКЕ |                                                              |                                                                      |   |   |    |           |                                   |
| 1968—1970                 | 2-й командный чемпионат СССР (сборная Ленинграда, 4-я доска) | 2-й командный чемпионат СССР (сборная Ленинграда, 4-я доска)         |   |   |    | 7½ из 11  | 1—3 на доске; команда — 3-е место |
| 1970—1973                 | 3-й командный чемпионат СССР (сборная Ленинграда, ?-я доска) | 3-й командный чемпионат СССР (сборная Ленинграда, ?-я доска)         |   |   |    |           | Команда — 2-е место               |
| 1973—1975                 | 4-й командный чемпионат СССР (сборная Ленинграда, 2-я доска) | 4-й командный чемпионат СССР (сборная Ленинграда, 2-я доска)         |   |   |    | 10 из 16  | 1 на доске; команда — 2-е место   |
| 1975—1978                 | 5-й командный чемпионат СССР (сборная Ленинграда, 1-я доска) | 5-й командный чемпионат СССР (сборная Ленинграда, 1-я доска)         |   |   |    | 4 из 12   | Команда — чемпион                 |
| 1978—1981                 | 6-й командный чемпионат СССР (сборная Ленинграда, 1-я доска) | 6-й командный чемпионат СССР (сборная Ленинграда, 1-я доска)         |   |   |    | 10 из 16  | 2—4 на доске; команда — 2-е место |